# بنيامين كينيكوت

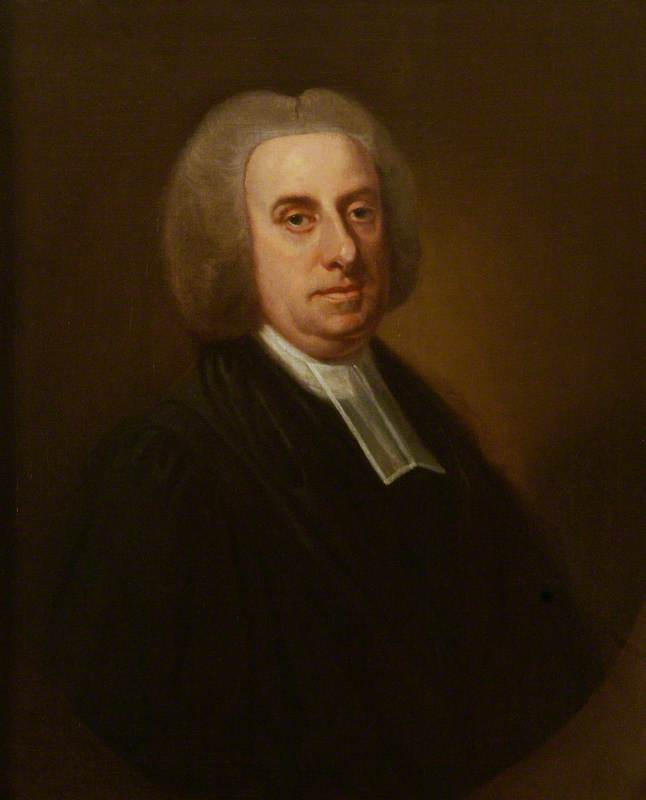
بنيامين كينيكوت

بنيامين كينيكوت (بالإنجليزية: Benjamin Kennicott)‏ (4 أبريل 1718 - 18 سبتمبر 1783) كان رجل كنيسة إنجليزي وعالم لغة عبرية. 

## حياته
كينيكوت ولد في  توتنيس، ديفون.

## عائلته
في 1771 تزوج كينيكوت آن تشامبرلين، شقيقة إدوارد تشامبرلاين مسؤول الخزانة، وشقيقة ويليام هايوارد روبرتس في القانون.

## وصلات خارجية
- Bodleian Library MS. Kennicott 1, the Kennicott Bible (full digitization)